# Narangba
Narangba is een plaats in de Australische deelstaat Queensland en telt 12.997 inwoners (2006).